# Siapiccia
Siapiccia là một đô thị ở tỉnh Oristano trong vùng Sardinia, có khoảng cách khoảng 90 km về phía tây bắc của Cagliari và cách khoảng 15 km về phía đông của Oristano. Tại thời điểm ngày 31 tháng 12 năm 2004, đô thị này có dân số 365 người và diện tích là 17,9 km².
Siapiccia giáp các đô thị: Allai, Fordongianus, Ollastra, Siamanna, Simaxis.